# Jonkershove
Jonkershove is een gehucht in de Belgische gemeente Houthulst. Jonkershove is nooit een zelfstandige gemeente geweest, maar was tot de gemeentelijk herindeling van 1977 een gehucht van Woumen. Jonkershove werd toen afgesplitst van Woumen dat op zijn beurt een deelgemeente werd van Diksmuide.

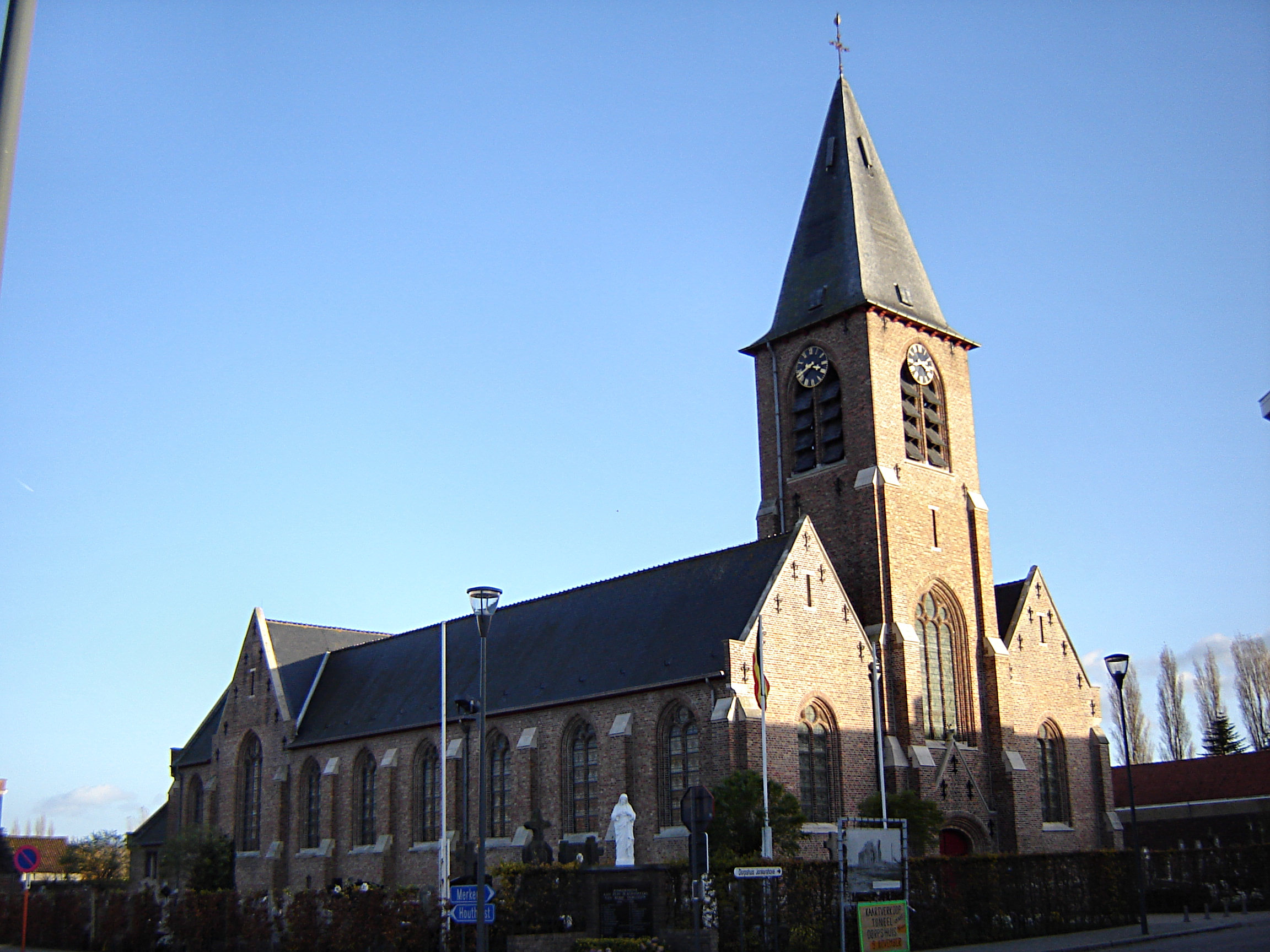
Sint-Jozefskerk

## Geschiedenis
Het Jonkershof wordt voor het eerst vermeld in 1483 als eigendom van Jan van Provyn. Hieruit zou dan de heerlijkheid Jonkershove ontstaan zijn. De familie Provyn bleef eigenaar tot de tweede helft van de 18de eeuw, waarna de familie de Corte hen opvolgde. Jonkershove was dan een heerlijkheid in Woumen en afhankelijk van de Burg van Brugge.
Tot de eerste helft van de 19de eeuw bestond Jonkershove slechts uit een aantal huisjes in het Jonkershovebos met een arme bevolking van leurders, bezembinders, seizoenarbeiders. Tot een paar decennia geleden hadden inwoners uit Jonkershove, net als uit de buurgemeenten Houthulst en gedeelten van Merkem, een kwalijke reputatie in omliggende gemeenten. De mentaliteit was beduidend verschillend van de landbouwersbevolking: lokale getuigen gaan zelfs zo ver dat het ondenkbaar was (vooral voor de lokale jongemannen) dat een jongen van buiten de gemeente het hof kwam maken met een lokaal meisje. Maar al waren ze misschien wat ruw in hun omgang, ze waren toch heel oprecht en solidair.
Vanuit een testamentaire beschikking van priester Beauprez, geboren in Woumen en missionaris in Noord-Amerika, werd de toenmalige pastoor van Woumen, Chavaete, belast met de stichting van een parochie met een kerk en school in de bossen van Jonkershove, om de mensen die daar woonden God en kennis bij te brengen. In 1873 werd Jonkershove een zelfstandige parochie, gelegen binnen het grondgebied van Woumen.
Tijdens de Eerste Wereldoorlog lag Jonkershove in de frontlinie (Brabantlinie). De Sint-Jozefskerk werd door de Duitsers als ziekenboeg ingericht en op het einde van de oorlog werd de kerk opgeblazen. In 1921-1923 werd de kerk heropgebouwd.
In de grote fusiegolf van 1977 werd het grondgebied Jonkershove ondergebracht bij de fusiegemeente Houthulst.

## Bezienswaardigheden
- Op de archeologische site van het Jonkershof is nog een deel van de walgracht te zien.
- De Sint-Jozefskerk

## Natuur en landschap
Jonkershove ligt in zandlemig Vlaanderen op een hoogte van ongeveer 12 meter. Ten zuiden van Jonkershove ligt het Pottebos, een onderdeel van het voormalige Vrijbos.

## Nabijgelegen kernen
Pierkenshoek, Klerken, Woumen, Merkem, Madonna